# Christian Friedrich Koch

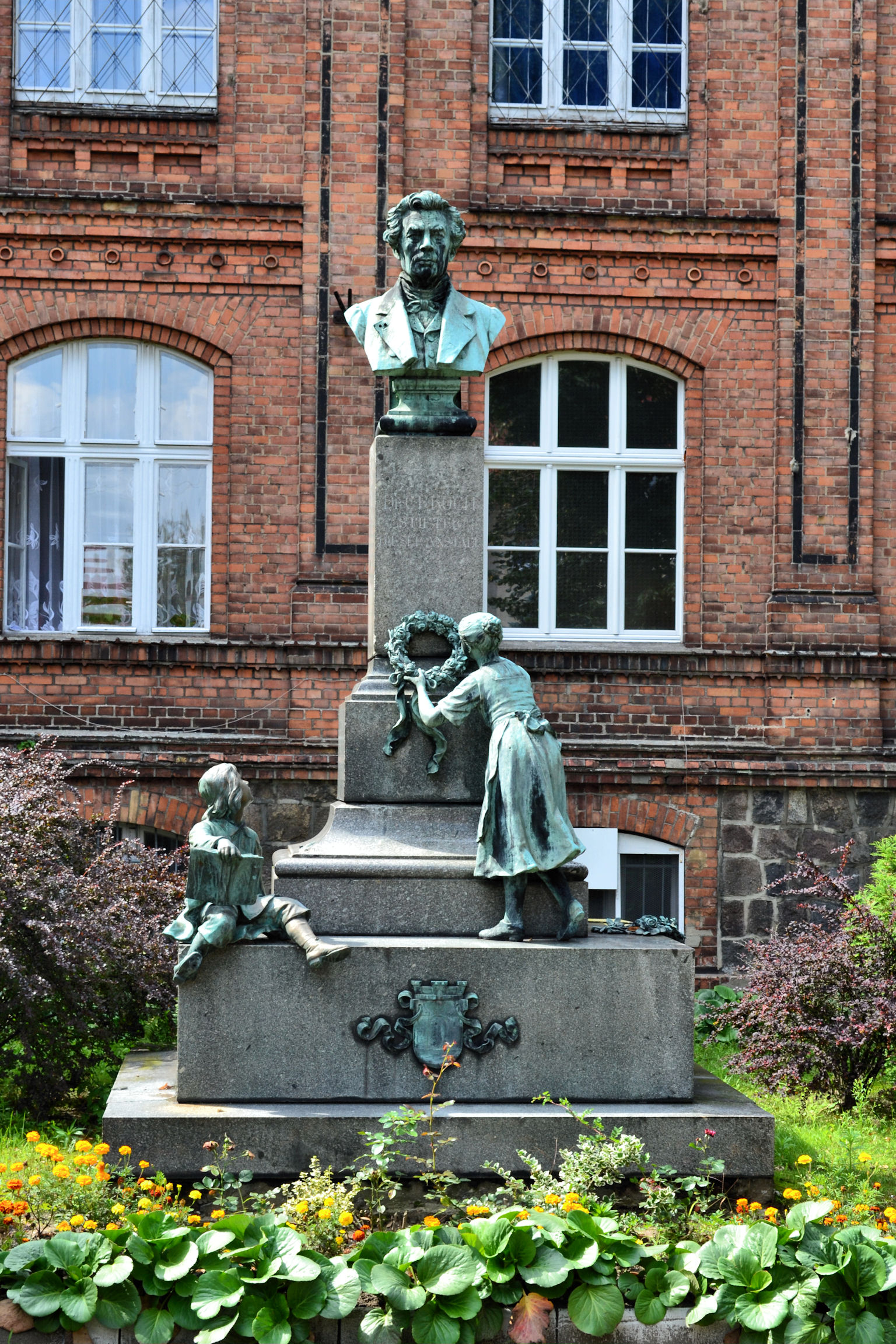
Staty över Christian Friedrich Koch i Mohrin.

Christian Friedrich Koch, född 9 februari 1798 i Mohrin, Västpommern, död 21 januari 1872 i Neisse, Schlesien, var en tysk jurist.
Koch var tillsammans med Friedrich Wilhelm Ludwig Bornemann den, som först verkställde en systematisk-kritisk bearbetning av den preussiska rätten. Från Neisse – sedan 1841 sätet för hans praktiska domareverksamhet – kallades han 1848 av dåvarande justitieministern Bornemann till Berlin för att utarbeta förslag till ny civilprocessordning; men detta arbete blev mindre tillfredsställande, och efter att någon tid ha varit adjungerad i övertribunalet återvände Koch snart såsom kretsdomstolsdirektor till Neisse. År 1854 drog han sig tillbaka till privatlivet.
Jämte Kochs banbrytande förstlingsarbeten Versuch einer systematischen Darstellung der Lehre vom Besitz nach preußischem Recht im Rergleich mit dem gemeinen Recht (1826; andra upplagan 1839) och Das Recht der Forderungen nach gemeinem und nach preußischem Recht (1836–43; andra upplagan 1858–59) är hans viktigaste skrifter Lehrbuch des preußischen gemeinen Privatrechts (1845; tredje upplagan 1857–58) och Das preußische Civilprocessrecht (1847–51; flera upplagor). 
Koch utgav även, med kommentarer, flera rättskällor, såsom Allgemeines Landrecht far die preußischen Staaten (fyra band, 1852–55; åttonde upplagan, bearbetad av bland andra Alexander Achilles, 1880–86).